# Chiesa di Sant'Antonino (Perugia)
La chiesa di Sant'Antonino è una chiesa sconsacrata nel centro storico di Perugia, adibita ad usi civili.
È visibile solo la facciata medievale a doppio spiovente con sopra il campanile a vela; dal 1163 fu alla dipendenza del capitolo della cattedrale, ebbe successivamente il titolo di parrocchiale. All'inizio del 1800 la parrocchiale fu assorbita dalla vicina Santa Croce in via Benincasa, prendendo la nuova denominazione di Santa Croce-Sant'Antonino, successivamente entrambe saranno unite alla parrocchia di San Filippo Neri.
È ubicata in via Deliziosa al n. 10, nella parte opposta il pittore Pietro Vannucci detto il Perugino aveva la sua abitazione e studio, come testimonia una targa posta a memoria.